# Karol Taylor (inżynier)

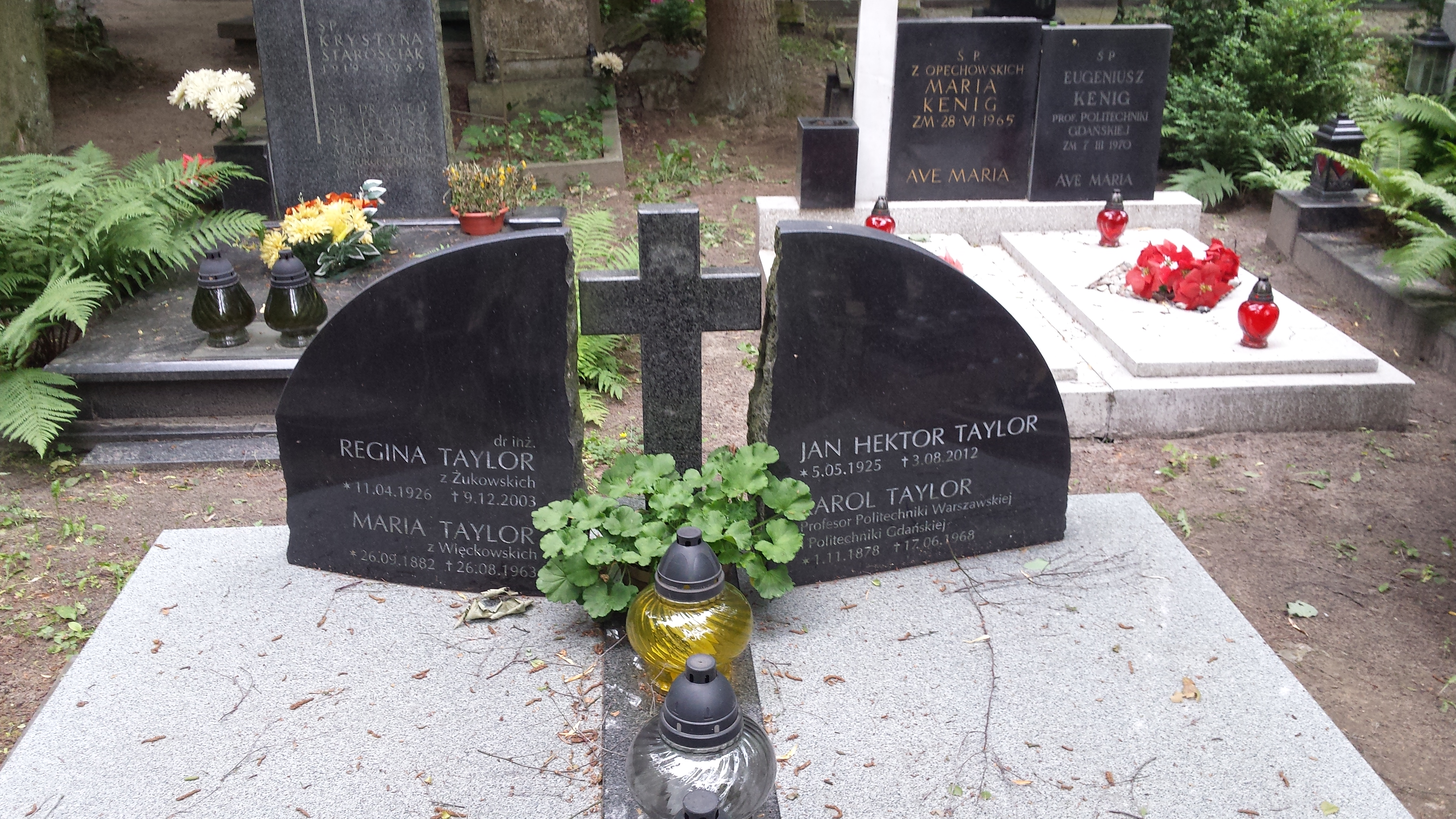
Grób profesora Karola Taylora na cmentarzu Srebrzysko w Gdańsku

Karol Edmund Taylor (ur. 1 listopada 1878 w Kielcach, zm. 17 czerwca 1968 w Gdańsku) – profesor doktor inżynier, konstruktor silników spalinowych, dziekan Wydziałów Mechanicznych Politechniki Warszawskiej i Politechniki Gdańskiej.

## Życiorys
Urodził się 1 listopada 1878 w Kielcach, w rodzinie Stanisława h. wł. (1847–1922) i Marii z Różyckich h. Rola (1851–1930). Po ukończeniu w 1897 gimnazjum humanistycznego w Kielcach wstąpił na Wydział Fizyczno-Matematyczny Uniwersytetu w Petersburgu, skąd po 2 latach został relegowany za udział w manifestacjach akademickich. Studia kontynuował na Wydziale Budowy Maszyn Wyższej Szkoły Technicznej w Darmstadt, gdzie w marcu 1904 otrzymał dyplom inżynierski. Następnie przez 2 lata pracował m.in. w biurze instalacyjno-montażowym w Paryżu i w dziale montażu fabryki silników spalinowych Companie Duplex pod Maubeuge. Po powrocie do kraju kierował fabryką silników R. Machczyńskiego w Warszawie. Następnie był konstruktorem w fabryce sody „Lubimow Solvay” w Pierejezdnoj, w Zagłębiu Donieckim (1908), zaś do 1 sierpnia 1909 pracował jako inżynier montażu silników spalinowych w fabryce „Bracia Koerting” w Moskwie.
Potem kierował działem silników spalinowych w przedsiębiorstwie „Orthwein i Karasiński”. Skonstruował wtedy silnik na koksik z dymnic parowozowych dla elektrowni Dyrekcji Kolejowej w Warszawie oraz szereg gazogeneratorów na koks i antracyt. Od 1915 kierował przez 2 lata biurem konstrukcyjnym fabryki „Ursus” – brał tam udział przy projektowaniu m.in. pierwszego polskiego ciągnika rolniczego z silnikiem benzynowym, tzw. ciągówki z Ursusa. Był równocześnie wykładowcą i prowadził zajęcia z silników spalinowych w Szkole Mechaniczno-Technicznej im. H. Wawelberga i S. Rotwanda oraz w Szkole Głównej Gospodarstwa Wiejskiego. Wykładowca przedmiotu silniki spalinowe w ramach Kursów Wieczornych dla Techników (1909–1916) na Wydziale Technicznym Towarzystwa Kursów Naukowych w Warszawie. Od 1915 był starszym asystentem prof. Henryka Mierzejewskiego i prowadził zajęcia z kreślenia technicznego na Politechnice Warszawskiej. Rok później rozpoczął tam jako docent także prowadzenie zajęć na Wydziale Inżynierii i Chemii.
1 października 1918 został mianowany profesorem nadzwyczajnym Katedry Silników Spalinowych Politechniki Warszawskiej. W latach 1918–19 prowadził kursy dla oficerów lotnictwa, łączności i radiotelegrafii, zaś między 1921 a 1923 był pierwszym dziekanem Wydziału Mechanicznego Politechniki Warszawskiej. Od 1922 był kuratorem Korporacji Akademickiej Respublica. 8 lipca 1923 został profesorem zwyczajnym Katedry Silników Spalinowych. Na Oddziale Lotniczym i Samochodowym wykładał silniki lotnicze, samochodowe i budowę samochodów. W okresie 1921–1926 organizował praktyki zagraniczne w fabrykach silników samochodowych i lotniczych (głównie we Francji i we Włoszech). Od 1930 kierował laboratorium silników lotniczych Instytutu Badań Lotnictwa Ministerstwa Spraw Wojskowych.
Przez 5 lat przewodniczył Kołu Mechaników Stowarzyszenia Techników Polskich w Warszawie. Przyczynił się do powstania Polskiego Komitetu Normalizacyjnego, był w nim przewodniczącym Komisji Normalizacyjnej Silników Spalinowych i Pożarnictwa, wiceprzewodniczącym Komisji Samochodowej i delegatem PKN na zjazdy krajowe. Od 1926 sekretarz generalny Stałej Delegacji Zrzeszeń i Związków Profesorów i Docentów Szkół Akademickich. Był założycielem Polskiej Fabryki Samochodów w Warszawie, członkiem FIDIC w Paryżu. Do 1939 przewodniczący Komitetu Wydawniczego podręcznika Technik. Założyciel i redaktor czasopisma „Samochód”.
W czasie okupacji prowadził tajne kursy, organizował egzaminy, w latach 1941–44 wykładał w Wyższej Szkole Politechnicznej, w Państwowej Szkole Mechaniczno-Technicznej i Państwowej Szkole Mechanicznej. Po powstaniu warszawskim przebywał w okolicach Miechowa.
W 1945 został powołany na pierwszego dziekana Wydziału Mechanicznego Politechniki Gdańskiej (1945–1948) i jednocześnie objął kierownictwo Katedry Silników Spalinowych (1945–1959); także prodziekan tego wydziału w latach (1948–1951). Wykładał też w Szkole Inżynierskiej i Państwowym Liceum Budowy Okrętów, prowadził zajęcia w Szkole Inżynierskiej w Szczecinie. Konstruktor pierwszych polskich silników wysokoprężnych dla rybołówstwa. Autor podręczników.
Od 1 lipca 1908 był mężem Marii z Więckowskich h. Prus III (1882–1963).
Został pochowany 20 czerwca 1968 na gdańskim Cmentarzu Srebrzysko (rejon IX, kwatera profesorów-0-991).

## Ordery i odznaczenia
- Krzyż Komandorski Orderu Odrodzenia Polski (22 lipca 1958)[4]
- Złoty Krzyż Zasługi (dwukrotnie: 1938[1], 11 lipca 1948[7])
- Medal 10-lecia Polski Ludowej (23 maja 1955)[8]
- Medal Dziesięciolecia Odzyskanej Niepodległości[1]
- Srebrny Medal za Długoletnią Służbę[1]
- Brązowy Medal za Długoletnią Służbę[1]